# José Abella
José Javier Abella Fanjul (Córdoba, 10 febbraio 1994) è un calciatore messicano, difensore del Santos Laguna.

## Carriera

### Club
Dal 2011 gioca nel campionato messicano, dove ha vestito solamente la maglia del Santos Laguna.

### Nazionale
Ha partecipato ai Mondiali Under-20 del 2013.
È stato convocato per le Olimpiadi nel 2016.
Nel 2018 ha giocato una partita con la nazionale maggiore messicana.

## Palmarès

### Club

#### Competizioni nazionali
- Campionato messicano: 3

Santos Laguna: Clausura 2012, Clausura 2015, Clausura 2018
- Coppa del Messico: 1

Santos Laguna: Apertura 2014
- Supercoppa del Messico: 1

Santos Laguna: 2015